# Classe Powerful
La classe Powerful est la troisième classe de croiseurs protégés de 1e classe, construite par la Royal Navy à la fin du XIXe siècle.

Elle fut conçue pour la protection des convois commerciaux. Les deux unités de cette classe de croiseur protégé furent très coûteux de fabrication. Ils étaient les plus grands de la décennie 1890, mais leur armement paraissait encore trop faible par rapport aux croiseurs russes et français de la même époque.

Ils servirent au Siège de Ladysmith durant la seconde guerre des Boers et aussi à la protection des ports britanniques en mer de Chine méridionale (Singapour, Hong Kong et Weihai).

Par mesure d'économie ils furent désarmés dès 1904 et servirent de transporteurs de troupe durant la première guerre mondiale.

## Les unités de la classe
| Nom                           | Lancement       | Chantier naval                    | Fin de carrière                                                 | Photo |
| ----------------------------- | --------------- | --------------------------------- | --------------------------------------------------------------- | ----- |
| HMS Powerful puis Impregnable | 24 juillet 1895 | Vickers Limited Barrow-in-Furness | navire-école en Nov. 1919 vendu le 31 août 1929 pour démolition |       |
| HMS Terrible puis Fisgard III | 27 mai 1895     | John Brown & Company Clydebank    | navire-école en août 1920 vendu en juillet 1932 pour démolition |       |